# Șinca Nouă
Șinca Nouă is een Roemeense gemeente in het district Brașov.
Șinca Nouă telt 1677 inwoners.